# Liste der Mitglieder des Bayerischen Landtags (7. Wahlperiode)
Diese Liste gibt einen Überblick über alle Mitglieder des Bayerischen Landtags in der 7. Wahlperiode (3. Dezember 1970 bis 29. Oktober 1974).

## Abgeordnete
| Name                                           | Lebens- daten | Partei | Stimmkreis / Wahlkreis                                                 | Anmerkungen                                                             |
| ---------------------------------------------- | ------------- | ------ | ---------------------------------------------------------------------- | ----------------------------------------------------------------------- |
| Rudolf Adametz                                 | 1923–1983     | SPD    | Oberbayern                                                             | ausgeschieden am 20. März 1973                                          |
| Kurt Adelmann                                  | 1930–1978     | SPD    | Mittelfranken                                                          |                                                                         |
| Heinrich Albrecht                              | 1918–1978     | SPD    | Oberbayern                                                             |                                                                         |
| Ludwig Altenhöfer                              | 1921–1974     | CSU    | Unterfranken                                                           | nachgerückt am 10. Oktober 1972 für Reinhold Vöth                       |
| Nikolaus Asenbeck                              | 1930–2021     | CSU    | Mühldorf am Inn, Wasserburg am Inn                                     |                                                                         |
| Rudolf Bachmann                                | 1925–1998     | CSU    | Mittelfranken                                                          |                                                                         |
| Josef Bauer                                    | 1912–1978     | CSU    | Kelheim, Mainburg, Rottenburg an der Laaber                            | Staatssekretär                                                          |
| Walter Alois Bauer                             | 1924–2014     | SPD    | Oberbayern                                                             | nachgerückt am 5. April 1973 für Rudolf Adametz                         |
| Marita Bäuerlein                               | 1944          | CSU    | Unterfranken                                                           |                                                                         |
| Adolf Beck                                     | 1938–2009     | CSU    | Regensburg-Land                                                        |                                                                         |
| Mathilde Berghofer-Weichner                    | 1931–2008     | CSU    | Oberbayern                                                             |                                                                         |
| Otto Bezold                                    | 1899–1984     | FDP    | Oberbayern                                                             | Fraktionsvorsitzender (bis 1972)                                        |
| Michael Binder                                 | 1920–2002     | SPD    | Oberbayern                                                             |                                                                         |
| Adalbert Peter Blasy                           | 1912–1988     | SPD    | Unterfranken                                                           |                                                                         |
| Jürgen Böddrich                                | 1933          | SPD    | München-Stadt 26, 27                                                   |                                                                         |
| Alfred Börner                                  | 1926–2009     | SPD    | Hof-Stadt und –Land                                                    |                                                                         |
| Peter Breitner                                 | 1919–1974     | CSU    | Oberbayern                                                             |                                                                         |
| Adalbert Brunner                               | 1921–2013     | SPD    | München-Stadt 35, 37–40                                                |                                                                         |
| Waltraud Bundschuh                             | 1928–2014     | CSU    | Lichtenfels, Staffelstein                                              |                                                                         |
| Friedrich Cremer                               | 1920–2010     | SPD    | Unterfranken                                                           |                                                                         |
| Rudi Daum                                      | 1925–2019     | CSU    | Kronach                                                                |                                                                         |
| Anton Degen                                    | 1920–1978     | SPD    | Unterfranken                                                           |                                                                         |
| Alfred Dick                                    | 1927–2005     | CSU    | Straubing-Stadt und –Land, Bogen                                       | Staatssekretär                                                          |
| Paul Diethei                                   | 1925–1997     | CSU    | Kempten-Stadt und –Land                                                |                                                                         |
| Ernst Dietz                                    | 1943          | CSU    | Eschenbach in der Oberpfalz, Kemnath, Tirschenreuth                    |                                                                         |
| Josef Dittmeier                                | 1919–1990     | SPD    | Niederbayern                                                           |                                                                         |
| Hans Drachsler                                 | 1916–1996     | CSU    | Oberbayern                                                             |                                                                         |
| Ferdinand Drexler                              | 1912–1994     | SPD    | Nürnberg-Stadt-Süd                                                     |                                                                         |
| Hermann Dürbeck                                | 1928–1982     | CSU    | Ebern, Hofheim in Unterfranken, Königshofen im Grabfeld, Mellrichstadt |                                                                         |
| Rudolf Eberhard                                | 1914–1998     | CSU    | Ebermannstadt, Pegnitz                                                 |                                                                         |
| Rudolf Eberle                                  | 1925–1978     | SPD    | Niederbayern                                                           |                                                                         |
| Hans Eisenmann                                 | 1923–1987     | CSU    | Pfaffenhofen an der Ilm, Schrobenhausen                                | Staatsminister                                                          |
| Martin Erhard                                  | 1918–2017     | SPD    | Oberbayern                                                             |                                                                         |
| Erwin Essl                                     | 1910–2001     | SPD    | München-Stadt 1–4, 6, 8–11, 19                                         |                                                                         |
| Georg Fendt                                    | 1926–2008     | CSU    | Friedberg, Schwabmünchen                                               |                                                                         |
| Josef Feneberg                                 | 1923–2011     | CSU    | Schwaben                                                               |                                                                         |
| Otto Freiherr von Feury                        | 1906–1998     | CSU    | Bad Aibling, Ebersberg                                                 |                                                                         |
| Jakob Fickler                                  | 1909–1980     | CSU    | Schwaben                                                               |                                                                         |
| Hugo Fink                                      | 1910–1986     | CSU    | Augsburg-Stadt-West                                                    |                                                                         |
| Otto Fink                                      | 1917–1981     | SPD    | Mittelfranken                                                          | nachgerückt am 7. Dezember 1972 für Horst Haase                         |
| Max Fischer                                    | 1927–2015     | CSU    | Cham, Neunburg vorm Wald, Waldmünchen                                  |                                                                         |
| Fritz Flath                                    | 1917–2005     | FDP    | Mittelfranken                                                          |                                                                         |
| Georg Freiherr von Freyberg                    | 1926–2017     | CSU    | Schwaben                                                               |                                                                         |
| Friedrich Karl Fröhlich                        | 1930–2001     | SPD    | Schwaben                                                               |                                                                         |
| Volkmar Gabert                                 | 1923–2003     | SPD    | München-Stadt 7, 21, 23                                                | Landtagsvizepräsident                                                   |
| Alfons Gaßner                                  | 1923–2001     | CSU    | Niederbayern                                                           |                                                                         |
| Wilhelm Gastinger                              | 1929–2021     | CSU    | Oberpfalz                                                              |                                                                         |
| Martin Geiser                                  | 1925–2018     | SPD    | Schwaben                                                               |                                                                         |
| Maria Geiss-Wittmann                           | 1934          | CSU    | Oberpfalz                                                              | urspr. Maria Wittmann, Namensänderung durch Heirat am 23. Dezember 1971 |
| Fritz Gentner                                  | 1915–2002     | SPD    | Oberfranken                                                            |                                                                         |
| Alfons Gerstl                                  | 1920–2011     | SPD    | Niederbayern                                                           | ausgeschieden am 21. September 1972                                     |
| Max Gerstl                                     | 1921–1994     | CSU    | Griesbach im Rottal, Vilshofen                                         |                                                                         |
| Peter Glotz                                    | 1939–2005     | SPD    | Oberbayern                                                             | ausgeschieden am 7. Dezember 1972                                       |
| Alois Glück                                    | 1940–2024     | CSU    | Oberbayern                                                             |                                                                         |
| Gebhard Glück                                  | 1930–2009     | CSU    | Niederbayern                                                           |                                                                         |
| Alfons Goppel                                  | 1905–1991     | CSU    | Nabburg, Oberviechtach, Vohenstrauß                                    | Ministerpräsident                                                       |
| Josef Gradl                                    | 1921–2016     | SPD    | Oberpfalz                                                              | nachgerückt am 22. Februar 1973 für Max Hößl                            |
| Rudolf Grafberger                              | 1934          | CSU    | Oberfranken                                                            | nachgerückt am 3. Oktober 1974 für den verstorbenen Konrad Pöhner       |
| Franz Gruber                                   | 1935–2021     | CSU    | Oberpfalz                                                              |                                                                         |
| Herbert Guhr                                   | 1917–1985     | FDP    | Mittelfranken                                                          |                                                                         |
| Herbert Güthlein                               | 1935–2018     | SPD    | Oberfranken                                                            |                                                                         |
| Horst Haase                                    | 1933–2019     | SPD    | Fürth-Stadt                                                            | ausgeschieden am 5. Dezember 1972                                       |
| Hildegard Hamm-Brücher                         | 1921–2016     | FDP    | Mittelfranken                                                          | Fraktionsvorsitzende (ab 1972)                                          |
| Rudolf Hanauer                                 | 1908–1992     | CSU    | Starnberg                                                              | Landtagspräsident                                                       |
| Franz Handlos                                  | 1939–2013     | CSU    | Kötzting, Regen, Viechtach                                             | ausgeschieden am 7. Dezember 1972                                       |
| Fritz Harrer                                   | 1930–2019     | CSU    | Altötting                                                              |                                                                         |
| Adolf Härtl                                    | 1926–1976     | SPD    | Schwaben                                                               | ausgeschieden am 27. September 1972                                     |
| Eduard Hartmann                                | 1940          | SPD    | Schwaben                                                               |                                                                         |
| Leonhard Heiden                                | 1919–1999     | SPD    | Mittelfranken                                                          |                                                                         |
| Artur Heinrich                                 | 1904–1975     | FDP    | Unterfranken                                                           |                                                                         |
| Philipp Held                                   | 1911–1993     | CSU    | Freising-Stadt und –Land                                               | Staatsminister                                                          |
| Josef Helmschrott                              | 1915–2005     | CSU    | Augsburg-Land                                                          |                                                                         |
| Nikolaus Graf Hendrikoff                       | 1931          | SPD    | Oberbayern                                                             |                                                                         |
| Franz Heubl                                    | 1924–2001     | CSU    | Lindau (Bodensee)-Stadt und –Land                                      | Staatsminister                                                          |
| Karl Hillermeier                               | 1922–2011     | CSU    | Rothenburg ob der Tauber-Stadt und –Land, Scheinfeld, Uffenheim        | Staatssekretär                                                          |
| Anton Hochleitner                              | 1927–2018     | SPD    | Niederbayern                                                           |                                                                         |
| Herbert Hofmann                                | 1936–2014     | CSU    | Kulmbach-Stadt und –Land, Stadtsteinach                                |                                                                         |
| Hans Höllrigl                                  | 1922–2005     | SPD    | Oberbayern                                                             | nachgerückt am 7. Dezember 1972 für Rudolf Schöfberger                  |
| Stefan Höpfinger                               | 1925–2004     | CSU    | Schwaben                                                               |                                                                         |
| Max Hößl                                       | 1928–2006     | SPD    | Oberpfalz                                                              | ausgeschieden am 20. Februar 1973                                       |
| Herbert Huber                                  | 1930–1997     | CSU    | Aichach, Dachau                                                        |                                                                         |
| Herbert Huber                                  | 1935–2016     | CSU    | Landshut-Stadt und –Land                                               |                                                                         |
| Ludwig Huber                                   | 1928–2003     | CSU    | Traunstein-Stadt und –Land                                             | Fraktionsvorsitzender (bis 1972), Staatsminister (ab 1972)              |
| Richard Hundhammer                             | 1927–2012     | CSU    | Oberbayern                                                             |                                                                         |
| Willy Irlinger                                 | 1915–1987     | SPD    | Oberbayern                                                             | nachgerückt am 17. August 1972 für Georg Kronawitter                    |
| Hans-Jürgen Jaeger                             | 1931–2013     | FDP    | Oberbayern                                                             |                                                                         |
| Ludwig Jaud                                    | 1919–1998     | SPD    | Schwaben                                                               | nachgerückt am 17. Dezember 1971 für Rudolf Wolter                      |
| Anton Jaumann                                  | 1927–1994     | CSU    | Nördlingen-Stadt und –Land, Donauwörth                                 | Staatsminister                                                          |
| Renate Kaffl                                   | 1918–2003     | CSU    | Oberbayern                                                             | nachgerückt am 17. August 1972 für Peter Schnell                        |
| Otto Kahler                                    | 1920–2008     | SPD    | Stadt Marktredwitz, Stadt Selb, Rehau, Wunsiedel                       |                                                                         |
| Bertold Kamm                                   | 1926–2016     | SPD    | Mittelfranken                                                          |                                                                         |
| Peter Kaps                                     | 1917–1997     | CSU    | Niederbayern                                                           |                                                                         |
| Reinhold Kaub                                  | 1929–2015     | SPD    | Oberbayern                                                             |                                                                         |
| Richard Keßler                                 | 1940–2016     | CSU    | Neuburg an der Donau-Stadt und –Land, Wertingen                        |                                                                         |
| Franz Wilhelm Kick                             | 1925–2012     | SPD    | Mittelfranken                                                          |                                                                         |
| Erich Kiesl                                    | 1930–2013     | CSU    | Oberbayern                                                             | Staatssekretär                                                          |
| Sepp Klasen                                    | 1935–2023     | SPD    | Oberbayern                                                             |                                                                         |
| Rudolf Kluger                                  | 1935–1984     | CSU    | Memmingen-Stadt und –Land                                              |                                                                         |
| Hermann Knipfer                                | 1934–2006     | CSU    | Augsburg-Stadt-Ost                                                     |                                                                         |
| Albert Koch                                    | 1921–1995     | SPD    | Coburg-Stadt und –Land, Stadt Neustadt bei Coburg                      |                                                                         |
| Hans Kolo                                      | 1937–2022     | SPD    | München-Stadt 14–16, 29                                                |                                                                         |
| Ida Krinner                                    | 1926–2001     | CSU    | Niederbayern                                                           |                                                                         |
| Georg Kronawitter                              | 1928–2016     | SPD    | Oberbayern                                                             | ausgeschieden am 31. Juli 1972                                          |
| Franz Krug                                     | 1935–2022     | CSU    | Forchheim-Stadt und –Land, Höchstadt an der Aisch                      |                                                                         |
| Valentin Kuhbandner                            | 1921–1980     | SPD    | Oberpfalz                                                              |                                                                         |
| August Lang                                    | 1929–2004     | CSU    | Stadt Weiden in der Oberpfalz, Neustadt an der Waldnaab                |                                                                         |
| Rolf Langenberger                              | 1939          | SPD    | Nürnberg-Stadt-West                                                    |                                                                         |
| Erwin Lauerbach                                | 1925–2000     | CSU    | Schweinfurt-Stadt und –Land                                            | Staatssekretär                                                          |
| Gerda Laufer                                   | 1910–1999     | SPD    | Unterfranken                                                           |                                                                         |
| Ernst Lechner                                  | 1925–2013     | CSU    | Dinkelsbühl, Feuchtwangen, Gunzenhausen                                |                                                                         |
| Ewald Lechner                                  | 1926–2011     | CSU    | Niederbayern                                                           |                                                                         |
| Hermann Leeb                                   | 1938          | CSU    | Aschaffenburg-Stadt und –Land                                          |                                                                         |
| Justin Leicht                                  | 1913–1996     | CSU    | Mittelfranken                                                          |                                                                         |
| Willi Lucke                                    | 1913–2011     | CSU    | Oberbayern                                                             |                                                                         |
| Hans Lukas                                     | 1935–2017     | CSU    | Oberpfalz                                                              |                                                                         |
| Hans Maurer                                    | 1933          | CSU    | Ansbach-Stadt und –Land                                                |                                                                         |
| Bruno Merk                                     | 1922–2013     | CSU    | Günzburg-Stadt und –Land, Krumbach                                     | Staatsminister                                                          |
| Hans Merkt                                     | 1915–1991     | CSU    | Oberbayern                                                             |                                                                         |
| Roland-Friedrich Messner                       | 1925–2010     | CSU    | Oberbayern                                                             |                                                                         |
| Albert Meyer                                   | 1926–2020     | CSU    | Gerolzhofen, Haßfurt                                                   |                                                                         |
| Helmut Meyer                                   | 1928–2012     | SPD    | München-Stadt 20, 25, 41                                               |                                                                         |
| Otto Meyer                                     | 1926–2014     | CSU    | Dillingen an der Donau-Stadt und –Land                                 |                                                                         |
| Willibald Moser                                | 1934–2011     | SPD    | Oberpfalz                                                              |                                                                         |
| Siegfried Möslein                              | 1927–2009     | CSU    | Oberfranken                                                            |                                                                         |
| Richard Müller                                 | 1920–1986     | SPD    | Oberfranken                                                            | Mandat niedergelegt am 7. Dezember 1972, Nachrücker: Louis Welsch       |
| Werner Müller                                  | 1910–1996     | CSU    | Oberbayern                                                             |                                                                         |
| Willi Müller                                   | 1936          | CSU    | Oberfranken                                                            |                                                                         |
| Hans-Günter Naumann                            | 1935–2010     | SPD    | München-Stadt 17, 18                                                   |                                                                         |
| Franz Neubauer                                 | 1930–2015     | CSU    | Rosenheim-Stadt und –Land                                              |                                                                         |
| Josef Niedermayer                              | 1926–2016     | CSU    | Niederbayern                                                           |                                                                         |
| Simon Nüssel                                   | 1924–2015     | CSU    | Oberfranken                                                            | Landtagsvizepräsident (bis 1970), Staatssekretär (ab 1970)              |
| Franz Pensel                                   | 1912–1985     | FDP    | Oberfranken                                                            |                                                                         |
| Fritz Pirkl                                    | 1925–1993     | CSU    | Mittelfranken                                                          | Staatsminister                                                          |
| Konrad Pöhner                                  | 1901–1974     | CSU    | Bayreuth-Stadt und –Land                                               | Landtagsvizepräsident, † 24. September 1974                             |
| Gudila Freifrau von Pölnitz                    | 1913–2002     | CSU    | Oberfranken                                                            |                                                                         |
| Hans Popp                                      | 1909–1978     | CSU    | Schwabach-Stadt und –Land                                              |                                                                         |
| Heinrich Praml                                 | 1912–2004     | CSU    | Deggendorf-Stadt und –Land, Landau an der Isar                         |                                                                         |
| Franz von Prümmer                              | 1920–1981     | CSU    | Bad Kissingen-Stadt und –Land, Bad Neustadt an der Saale               |                                                                         |
| Hans Rau                                       | 1916–1986     | CSU    | Weilheim in Oberbayern                                                 |                                                                         |
| Ursula Redepenning                             | 1944–2019     | FDP    | Oberbayern                                                             |                                                                         |
| Ludwig Ritter                                  | 1935–2021     | CSU    | Unterfranken                                                           |                                                                         |
| Wilhelm Röhrl                                  | 1921–2013     | CSU    | Stadt Bad Reichenhall, Berchtesgaden, Laufen                           |                                                                         |
| Heinz Rosenbauer                               | 1938–2010     | CSU    | Alzenau in Unterfranken, Gemünden am Main, Lohr am Main                |                                                                         |
| Sieghard Rost                                  | 1921–2017     | CSU    | Mittelfranken                                                          |                                                                         |
| Helmut Rothemund                               | 1929–2004     | SPD    | Oberfranken                                                            | Landtagsvizepräsident                                                   |
| Anna Rothgang-Rieger                           | 1930–2016     | FDP    | Mittelfranken                                                          |                                                                         |
| Oskar Rummel                                   | 1921–2002     | SPD    | Unterfranken                                                           |                                                                         |
| Ludwig Rupp                                    | 1928–2021     | CSU    | Beilngries, Parsberg, Riedenburg                                       |                                                                         |
| Franz Sackmann                                 | 1920–2011     | CSU    | Stadt Schwandorf in Bayern, Burglengenfeld, Roding                     | Staatssekretär                                                          |
| Erich Sauer                                    | 1917–2001     | CSU    | Kitzingen-Stadt und –Land, Ochsenfurt                                  |                                                                         |
| Karl Schäfer                                   | 1912–1991     | CSU    | Nürnberg-Stadt-Ost                                                     |                                                                         |
| Alfons Schäffer                                | 1923–1984     | CSU    | Niederbayern                                                           | nachgerückt am 7. Dezember 1972 für Franz Handlos                       |
| Gabriel Schaller                               | 1912–1999     | SPD    | Oberbayern                                                             | nachgerückt am 7. Dezember 1972 für Peter Glotz                         |
| Otto Schedl                                    | 1912–1995     | CSU    | Neumarkt in der Oberpfalz-Stadt und –Land, Sulzbach-Rosenberg          | Staatsminister (bis 1972)                                               |
| Franz Schick                                   | 1936–2022     | CSU    | Neu-Ulm-Stadt und –Land, Illertissen                                   | ausgeschieden am 30. April 1974                                         |
| Marielies Schleicher                           | 1901–1996     | CSU    | Unterfranken                                                           |                                                                         |
| Andreas Schlittmeier                           | 1920–2000     | SPD    | Niederbayern                                                           |                                                                         |
| Heinrich Schmidhuber                           | 1936–2023     | CSU    | Grafenau, Wegscheid, Wolfstein                                         |                                                                         |
| Hanns Martin Schmidramsl                       | 1917–1991     | CSU    | Eichstätt-Stadt und –Land, Weißenburg in Bayern-Stadt und –Land        |                                                                         |
| Joachim Schmolcke                              | 1934–2012     | SPD    | München-Stadt 5, 12, 13, 22                                            |                                                                         |
| Alfons Schneider                               | 1923–2011     | SPD    | Oberpfalz                                                              |                                                                         |
| Wilhelm Schneider                              | 1915–2003     | SPD    | Oberbayern                                                             |                                                                         |
| Heinrich Schneier                              | 1925–2022     | SPD    | Unterfranken                                                           |                                                                         |
| Elisabeth Schnell                              | 1932          | CSU    | Schwaben                                                               | nachgerückt am 6. Mai 1974 für Franz Josef Schick                       |
| Heinrich Schnell                               | 1933          | SPD    | Mittelfranken                                                          |                                                                         |
| Peter Schnell                                  | 1935–2024     | CSU    | Ingolstadt-Stadt und –Land                                             | ausgeschieden am 31. Juli 1972                                          |
| Rudolf Schöfberger                             | 1935–2019     | SPD    | München-Stadt 24, 34, 36                                               |                                                                         |
| Georg Scholl                                   | 1919–1990     | CSU    | Sonthofen                                                              |                                                                         |
| Karl Schön                                     | 1931–1989     | CSU    | Oberbayern                                                             |                                                                         |
| Erich Schosser                                 | 1924–2013     | CSU    | Oberbayern                                                             |                                                                         |
| Ludwig Schraut                                 | 1929–2007     | SPD    | Schwaben                                                               | ab 28. September 1972 für Adolf Härtl                                   |
| Ludwig Schwabl                                 | 1921–2007     | SPD    | Oberbayern                                                             |                                                                         |
| Lieselotte Seibel-Emmerling                    | 1932          | SPD    | Nürnberg-Stadt-Mitte                                                   |                                                                         |
| Alfred Seidl                                   | 1911–1993     | CSU    | Fürstenfeldbruck                                                       | Fraktionsvorsitzender (ab 1972)                                         |
| Erwin Seitz                                    | 1928–2003     | CSU    | Kaufbeuren-Stadt und –Land, Mindelheim                                 |                                                                         |
| Oskar Soldmann                                 | 1915–1999     | SPD    | Unterfranken                                                           |                                                                         |
| Alfred Sommer                                  | 1925–2006     | SPD    | Nürnberg-Stadt-Nord                                                    |                                                                         |
| Karl Sonntag                                   | 1915–1982     | SPD    | Münchberg, Naila                                                       |                                                                         |
| Friedrich Speth                                | 1937          | CSU    | Miltenberg, Obernburg am Main                                          |                                                                         |
| Nikolaus Stamm                                 | 1915–1974     | SPD    | Oberfranken                                                            | † 6. Mai 1974                                                           |
| Anton Staudacher                               | 1912–1997     | CSU    | Miesbach, Wolfratshausen                                               |                                                                         |
| Josef Stechele                                 | 1929–1997     | SPD    | Schwaben                                                               |                                                                         |
| Erwin Stein                                    | 1930–2009     | CSU    | Oberbayern                                                             |                                                                         |
| Heinrich Stenglein                             | 1928–1991     | SPD    | Oberfranken                                                            | nachgerückt am 10. Mai 1974 für den verstorbenen Nikolaus Stamm         |
| Max Streibl                                    | 1932–1998     | CSU    | Bad Tölz, Garmisch-Partenkirchen                                       | Staatsminister                                                          |
| Max Strohmayer                                 | 1919–2014     | SPD    | Schwaben                                                               | nachgerückt am 7. Dezember 1972 für Axel Wernitz                        |
| Matthias Stuhlberger                           | 1919–1995     | CSU    | Erding                                                                 |                                                                         |
| Hans-Willi Syring                              | 1918–1999     | FDP    | Schwaben                                                               | bis 4. April 1972 SPD, bis 17. Januar 1973 fraktionslos                 |
| Gerold Tandler                                 | 1936          | CSU    | Oberbayern                                                             |                                                                         |
| Hans Tauber                                    | 1921–2007     | CSU    | Fürth-Land, Neustadt an der Aisch                                      |                                                                         |
| Volker Freiherr Truchseß von und zu Wetzhausen | 1936–2024     | SPD    | Unterfranken                                                           |                                                                         |
| Philipp Vollkommer                             | 1928–2017     | CSU    | Bamberg-Land                                                           |                                                                         |
| Wilhelm Vorndran                               | 1924–2012     | CSU    | Mittelfranken                                                          | Staatssekretär (ab 1972)                                                |
| Reinhold Vöth                                  | 1930–1997     | CSU    | Würzburg-Stadt                                                         | Staatssekretär (bis 1972), ausgeschieden am 10. Oktober 1972            |
| Gerhard Wacher                                 | 1916–1990     | CSU    | Oberpfalz                                                              |                                                                         |
| Winfried Wachter                               | 1921–2018     | FDP    | Schwaben                                                               |                                                                         |
| Hans Wagner                                    | 1935          | CSU    | Amberg-Stadt und –Land                                                 |                                                                         |
| Richard Wagner                                 | 1914–1979     | CSU    | Regensburg-Stadt                                                       |                                                                         |
| Fritz Weber                                    | 1920–2000     | SPD    | Niederbayern                                                           | nachgerückt am 27. September 1972 für Alfons Gerstl                     |
| Georg Weich                                    | 1920–2015     | SPD    | Oberpfalz                                                              |                                                                         |
| Karl Weishäupl                                 | 1916–1989     | SPD    | München-Stadt 28, 33                                                   |                                                                         |
| Ingo Weiß                                      | 1937          | CSU    | Dingolfing, Mallersdorf, Vilsbiburg                                    |                                                                         |
| Friedrich Weißkopf                             | 1937–2009     | CSU    | Hilpoltstein, Nürnberg-Land                                            |                                                                         |
| Louis Welsch                                   | 1914–1998     | SPD    | Oberfranken                                                            | nachgerückt am 7. Dezember 1972 für Richard Müller                      |
| Richard Wengenmeier                            | 1928–2002     | CSU    | Füssen, Marktoberdorf                                                  |                                                                         |
| Axel Wernitz                                   | 1937–2022     | SPD    | Schwaben                                                               | ausgeschieden am 7. Dezember 1972                                       |
| Hedwig Westphal                                | 1931–2019     | SPD    | München-Stadt 30–32                                                    |                                                                         |
| Peter Widmann                                  | 1930–2012     | CSU    | Landsberg am Lech–Stadt und –Land, Schongau                            |                                                                         |
| Maria Wiederer                                 | 1922–2006     | CSU    | Unterfranken                                                           |                                                                         |
| Paul Wilhelm                                   | 1935–2008     | CSU    | Oberbayern                                                             |                                                                         |
| Christian Will                                 | 1927–2019     | CSU    | Marktheidenfeld, Würzburg-Land                                         |                                                                         |
| Wilhelm Winkler                                | 1908–1993     | CSU    | Hersbruck, Lauf an der Pegnitz                                         |                                                                         |
| Hans Winklhofer                                | 1910–1993     | CSU    | Eggenfelden, Pfarrkirchen                                              |                                                                         |
| Günter Wirth                                   | 1940          | SPD    | Schwaben                                                               |                                                                         |
| Rudolf Wolfer                                  | 1912–1994     | SPD    | Schwaben                                                               | ausgeschieden am 14. Dezember 1971                                      |
| Hermann Wösner                                 | 1921–1982     | CSU    | Passau-Stadt und –Land                                                 |                                                                         |
| Paul Wünsche                                   | 1922–2016     | CSU    | Bamberg-Stadt                                                          |                                                                         |
| Erich Zeitler                                  | 1921–2004     | SPD    | Oberbayern                                                             |                                                                         |
| Walter Zeißner                                 | 1928–2016     | CSU    | Bad Brückenau, Hammelburg, Karlstadt                                   |                                                                         |
| Hermann Zenz                                   | 1926–2009     | CSU    | München-Land                                                           |                                                                         |
| Peter Zink                                     | 1907–2004     | SPD    | Erlangen-Stadt und –Land                                               |                                                                         |